# Битва при Ватерлоо
Битва при Ватерло́о — последнее крупное сражение французского императора Наполеона I. Битва явилась результатом попытки Наполеона вернуть себе власть во Франции, утраченную после войны против коалиции крупнейших европейских государств и восстановления в стране династии Бурбонов («Сто дней»). В качестве противника Наполеона выступила Седьмая коалиция европейских монархов.
Ватерлоо (нидерл. Waterloo) — селение на территории современной Бельгии, в 15 км к югу от Брюсселя, на большой дороге из Шарлеруа. На момент сражения территория современной Бельгии была в составе Королевства Нидерланды. Сражение произошло 18 июня 1815 года. Прусские войска называли также это сражение сражением при Бель-Альянсе (нем. Schlacht bei Belle-Alliance), а французы — при Мон-Сен-Жан.

## Предыстория
13 марта 1815 года, ещё до вступления Наполеона в Париж, союзники объявили его вне закона, а через несколько дней началась мобилизация союзных армий.
К 10 июня Наполеон имел в своём распоряжении 198 000 человек, из которых только 128 000 могли сражаться в кампании. В то же время союзники сразу выставили 700 000 человек и планировали довести число войск коалиции до миллиона человек. У Наполеона был только один шанс на победу — постараться разбить союзные армии по частям, до окончания мобилизации.
14 июня Наполеон двинулся в Бельгию. Он решил разгромить противников по частям и стремительно напал на армию Блюхера. Его действия несколько осложнились из-за измены генерала Бурмона, который бежал к пруссакам. 15 июня Наполеон направил Нея сдерживать наступление Веллингтона у Катр-Бра, а сам 16 июня напал на Блюхера у Линьи. В сражении при Линьи Блюхер был разбит, но задержка 1-го французского корпуса спасла прусскую армию от уничтожения. Битва при Катр-Бра, произошедшая в тот же день, окончилась ничьей.
17-го числа французская армия остановилась на отдых. Наполеон поручил маршалу Груши армию в 35 000 человек и велел преследовать Блюхера, отступившего в неизвестном направлении. Сам Наполеон двинулся на север, на Брюссель — не предупредив, однако, об этом Груши. Английская армия заняла позицию в 22 километрах от Брюсселя, на высотах Мон-Сен-Жан.

## Силы сторон

### Французская армия

Карта-схема Бельгийской кампании

Главнокомандующий — император Наполеон I.
Штаб — маршал Сульт, дивизионный генерал Байи де Монтион.
При особе императора — дивизионный генерал граф Бертран, бригадный генерал граф Лабедуайер, бригадный генерал граф Флао.
Левое крыло, маршал Мишель Ней:
- Первый корпус, дивизионный генерал граф д’Эрлон (16 000 пехоты, 1500 кавалерии):
  - 1 дивизия, бригадный генерал Кио дю Пассаж.
  - 2 дивизия, дивизионный генерал барон Донзело.
  - 3 дивизия, дивизионный генерал барон Марконье.
  - 4 дивизия, дивизионный генерал граф Дюрютт.
  - 1 кавалерийская дивизия, дивизионный генерал барон Жакино.
- Второй корпус, дивизионный генерал Рей (13 000 пехоты, 1300 кавалерии):
  - 5 дивизия, барон Башлю.
  - 6 дивизия, принц Жером Бонапарт, его заместитель — дивизионный генерал Гильемино.
  - 7 дивизия, барон Жирар.
  - 9 дивизия, дивизионный генерал граф Фуа.
  - 2 кавалерийская дивизия, дивизионный генерал барон Пире.

Резерв (под непосредственным командованием Наполеона):
- Императорская гвардия, дивизионный генерал граф Антуан Друо, 12 500 человек:
  - Гренадерская дивизия, дивизионный генерал граф Луи Фриан, дивизионный генерал граф Роге (2 полка старой гвардии и 2 полка средней гвардии).
  - Егерская дивизия, дивизионный генерал граф Моран, дивизионный генерал граф Мишель (2 полка старой гвардии и 2 полка средней гвардии).
  - Молодая гвардия, дивизионный генерал граф Дюэм, дивизионный генерал граф Барруа (2 бригады по 2 полка).
  - Дивизия тяжёлой кавалерии, дивизионный генерал граф Гюйо (2 бригады по 1 полку).
  - Дивизия лёгкой кавалерии, дивизионный генерал граф Лефевр-Денуэтт.
  - Артиллерия гвардии, дивизионный генерал барон Дево де Сен-Морис.
  - Инженеры гвардии, дивизионный генерал барон Аксо.

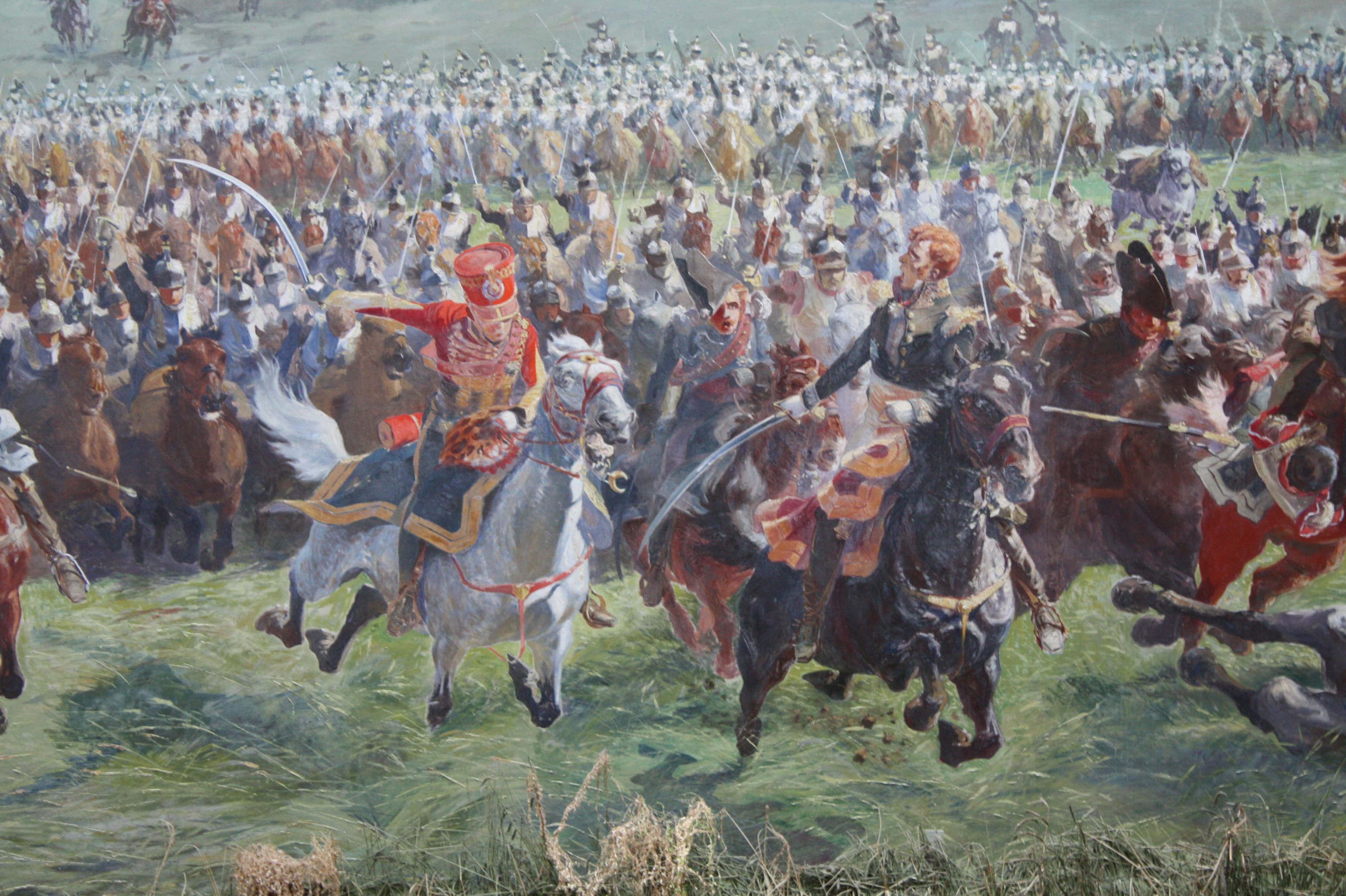
Маршал Ней при Ватерлоо

- Шестой корпус, Жорж Мутон, граф де Лобау, 10 300 человек:
  - 19 дивизия, дивизионный генерал барон Семме.
  - 20 дивизия, дивизионный генерал барон Жанен.
- Первый кавалерийский корпус, дивизионный генерал граф Пажоль:
  - 3 кавалерийская дивизия, дивизионный генерал барон Домон.
  - 5 кавалерийская дивизия, дивизионный генерал барон Сюберви.
- Третий кавалерийский корпус, дивизионный генерал граф Франсуа Келлерман:
  - 11 кавалерийская дивизия, дивизионный генерал барон Леритье.
  - 12 кавалерийская дивизия, дивизионный генерал барон Руссель д’Юрбаль.
- Четвёртый кавалерийский корпус, дивизионный генерал граф Жан-Батист Мийо:
  - 13 кавалерийская дивизия, дивизионный генерал Ватье, граф де Сен-Альфонс.
  - 14 кавалерийская дивизия, дивизионный генерал барон Делор.

Всего у Наполеона было 69 000 человек: 48 000 пехоты, 14 000 кавалерии и 250 артиллерийских орудий (7000 человек).
Правое крыло, маршал Груши (при Ватерлоо не присутствовали):
- Третий корпус, 17 000 человек, дивизионный генерал граф Вандам.
- Четвёртый корпус, 16 000 человек, дивизионный генерал граф Жерар.
- Второй кавалерийский корпус, дивизионный генерал граф Экзельман.

### Армия союзников

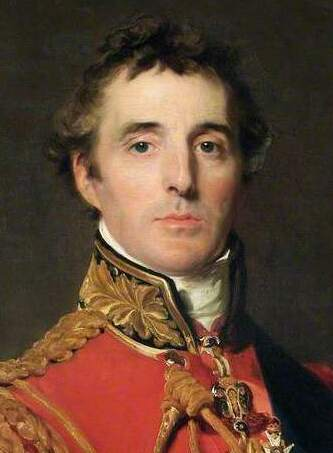
Артур Уэлсли, 1-й герцог Веллингтон

Объединённые силы королевств Великобритания, Нидерланды, Ганновер, герцогств Брауншвейг и Нассау.
Главнокомандующий — фельдмаршал герцог Веллингтон.
Заместитель главнокомандующего — генерал-лейтенант граф Аксбридж.
Начальник артиллерии — полковник Джордж Адам Вуд
Первый корпус, принц Вильгельм Оранский, 27 500 человек, 53 артиллерийских орудия.
- 1 дивизия, генерал-лейтенант Джордж Кук
  - 1 британская бригада, генерал-майор сэр Перегрин Мейтленд
  - 2 британская бригада, генерал-майор сэр Джон Бинг
- 3 дивизия, генерал-майор граф Карл фон Альтен
  - 5 британская бригада, генерал-майор сэр Колин Халлкет
  - 2 бригада КГЛ, полковник барон фон Омптеда
  - 1 ганноверская бригада, генерал-майор граф фон Кильманзегг
- 2 нидерландская дивизия, генерал-лейтенант барон Седлницкий
  - бригада, генерал-майор граф ван Биландт
  - бригада, полковник принц Бернхард Саксен-Веймарский[4]
- 3 нидерландская дивизия, генерал-лейтенант барон Давид Хендрик Шассе
  - бригада, полковник Фредерик Детмерс
  - бригада, генерал-майор граф Александр Д’Обремэ

Второй корпус, генерал-лейтенант лорд Роланд Хилл, 6 620 человек, 12 артиллерийских орудий
- 2 дивизия, генерал-лейтенант сэр Генри Клинтон
  - 3 британская бригада, генерал-майор Фредерик Адам
  - 1 бригада КГЛ, полковник Георг Карл Август Плат
  - 3 ганноверская бригада, полковник Хью Бэйрон Халкетт
- 4 дивизия, генерал-лейтенант сэр Чарльз Колвилл
  - 4 британская бригада, подполковник Хью Генри Митчелл
  - 6 британская бригада (не участвовала в сражении), Джордж Джонстон
  - 6 ганноверская бригада (не участвовала в сражении), Джеймс Фредерик Лайон

Кавалерийский корпус, генерал-лейтенант граф Аксбридж, 11 500 человек
- - 1 британская бригада, генерал-майор лорд Эдвард Сомерсет
  - 2 британская бригада, генерал-майор Уильям Понсонби
  - 3 британская бригада, генерал-майор Вильгельм фон Дёрнберг
  - 4 британская бригада, генерал-майор сэр Ормсби Ванделёр
  - 5 британская бригада, генерал-майор сэр К. Грант
  - 6 британская бригада, генерал-майор сэр Х. Вивиан
  - 7 британская бригада, полковник Фридрих фон Арентшильд
  - 1 ганноверская бригада, Альберт фон Эсторф (?)
- Нидерландская кавалерийская дивизия, генерал-лейтенант барон С. А. де Коллаэрт
  - Бригада тяжёлой кавалерии, генерал-майор юнкер А. Д. Трип ван Зутенланд
  - 1 бригада лёгкой кавалерии, генерал-майор барон Ш.-Э. Гиньи
  - 2 бригада лёгкой кавалерии, генерал-майор Ж. Б. ван Мерлен

Резерв под личным командованием герцога Веллингтона, 11 570 человек, 28 артиллерийских орудий.
- 5 дивизия, генерал-лейтенант сэр Томас Пиктон
  - 8 британская бригада, генерал-майор сэр Джеймс Кэмпт
  - 9 британская бригада, генерал-майор сэр Д. Пэк
  - 5 ганноверская бригада, полковник фон Винке
- 6 дивизия, генерал-лейтенант сэр Лоури Коул
- 10 британская бригада, генерал-майор сэр Дж. Ламберт
- 4 ганноверская бригада, полковник Бест

Брауншвейгский корпус, полковник Ольферманн, 6 000 человек.
- - Авангард, майор фон Раушенплатт
  - Бригада лёгкой пехоты, подполковник фон Буттлар
  - Бригада линейной пехоты, подполковник фон Шпехт
  - Кавалерия, майор Крамм (гусары) и майор Потт (уланы)

Контингент Нассау, генерал-майор фон Крузе, 3 000 человек.
Всего у Веллингтона было 67 000 человек: 50 000 пехоты, 11 000 кавалерии и 150 артиллерийских орудий (6000 человек). В его армии было 24 000 британцев и 6000 солдат из Королевского Германского Легиона. 7000 британцев были ветеранами войны в Испании. Остальная часть его армии: 17 000 голландцев, 11 000 ганноверцев, 6000 брауншвейгцев и 3000 нассаусцев.

### Прусская армия

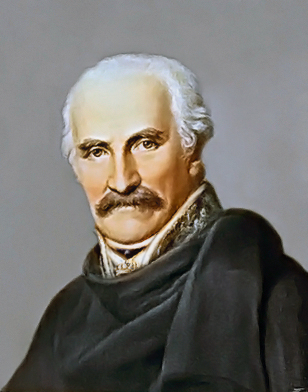
Гебхард Леберехт фон Блюхер

Главнокомандующий — генерал-фельдмаршал Блюхер
Штаб — генерал Гнейзенау
Первый корпус фон Цитен (32 500 человек)
- 1 бригада
- 2 бригада
- 3 бригада
- 4 бригада

Второй корпус фон Пирх I (33 000 человек)
- 5 бригада
- 6 бригада
- 7 бригада
- 8 бригада

Третий корпус фон Тильман (25 000 человек)
- 9 бригада
- 10 бригада
- 11 бригада
- 12 бригада

Четвёртый корпус фон Бюлов (32 000 человек)
- 13 бригада
- 14 бригада
- 15 бригада, фон Лосхин
- 16 бригада, фон Хилер

Представитель прусской армии в штабе Веллингтона — генерал Мюффлинг

## Ход сражения
После сражения при Линьи и боя при Катр-Бра Наполеон считал себя достаточно защищённым со стороны пруссаков, отброшенных, по его предположению, к реке Маас и преследуемых маршалом Груши; поэтому он решился воспользоваться разрозненностью сил союзников и разбить армию Веллингтона (англичане, голландцы, брауншвейгцы, ганноверцы) до соединения её с пруссаками.
Веллингтон, очистив позицию у Катр-Бра и получив обещание от Блюхера соединиться с ним на следующий день, решил принять сражение на позиции у Ватерлоо. Позиция эта лежала на Мон-Сен-Жанском плато, по обеим сторонам брюссельской дороги, от селения Мерб-Брен до фермы Лавалет.
Силы союзников доходили до 70 тысяч человек, при 159 орудиях, силы французов — до 72,5 тысяч, при 250 орудиях. Сражение длилось с 11 час. 35 мин. дня до 8 часов вечера.

### Угумон

Угумон в 2007 году. Северные ворота

Сражение началось атакой французской армии на ферму Угумон и окружающий его лес. Эта атака была запланирована как отвлекающая, с целью заставить Веллингтона переместить сюда резервы из центра, однако в реальности она отвлекла больше французских войск. Французы штурмовали Угумон весь день с большими потерями.
Веллингтон писал в отчётах, что атака французов на Угумон началась в 10:00. По другим данным, она началась в 11:30. Историк Эндрю Робертс писал, что курьёз этой битвы именно в том, что никто с уверенностью не может сказать, когда она началась. Замок Угумон и лес около него защищали английские гвардейцы, ганноверские егеря и нассаусцы. На Угумон был двинут корпус Рея — дивизии Жерома Бонапарта, Фуа и Башлю. Вначале Угумон был атакован бригадой Бадуина, которая заняла лес и парк, но вскоре британская артиллерия и подведённые резервы выбили её, Бадуин был убит. Вторая атака последовала бригадой Соэ и остатками бригады Бадуина, с выбиванием британцев и германцев из прилегающего парка. Су-лейтенант Легро с тридцатью солдатами пробился во двор, разбив ворота топором. Прибывшие британские резервы (полтора полка гвардейцев) вступили в жестокую рукопашную и выбили французов из Угумонского леса, все проникшие внутрь ограды были перебиты (по легенде, жизнь сохранили лишь юному барабанщику).
Весь день вокруг Угумона кипела жаркая схватка, причём значение имело не столько само поместье (в нём не помещалось большое количество солдат), а окружающий его лес и ведущая от него на север дорога, которая позволяла выйти в тыл британских позиций. Веллингтон придавал большое значение Угумону, считая, «что у его ворот решалась судьба сражения». Поэтому Угумон защищали части британской гвардии и Королевского Германского легиона, одного из лучших соединений британской армии, здесь была сконцентрирована значительная часть британской артиллерии. Несколько раз Угумонский лес (и парк) переходил из рук в руки.
Задуманная отвлекающая атака на Угумон превратилась в кипевшее до вечера ожесточённое сражение. Наполеон ясно видел Угумон в подзорную трубу и осознавал его значение, и весь день пересылал туда соединения и резервы, в свою очередь Веллингтон делал то же самое для его обороны, и даже передвинул сюда несколько батарей артиллерии, несмотря на штурм, которому в этот момент подвергался его центр.
Всего в течение дня здесь сражались 12 тысяч британцев (21 батальон) и 14 тысяч французов (33 батальона). Линейным французским войскам так и не удалось опрокинуть элитные части британцев, в чём британцам немало помогло каменное здание замка и окружавшие его каменные стены, выдержавшие несколько бомбардировок французской артиллерии.

### Первая атака французской пехоты

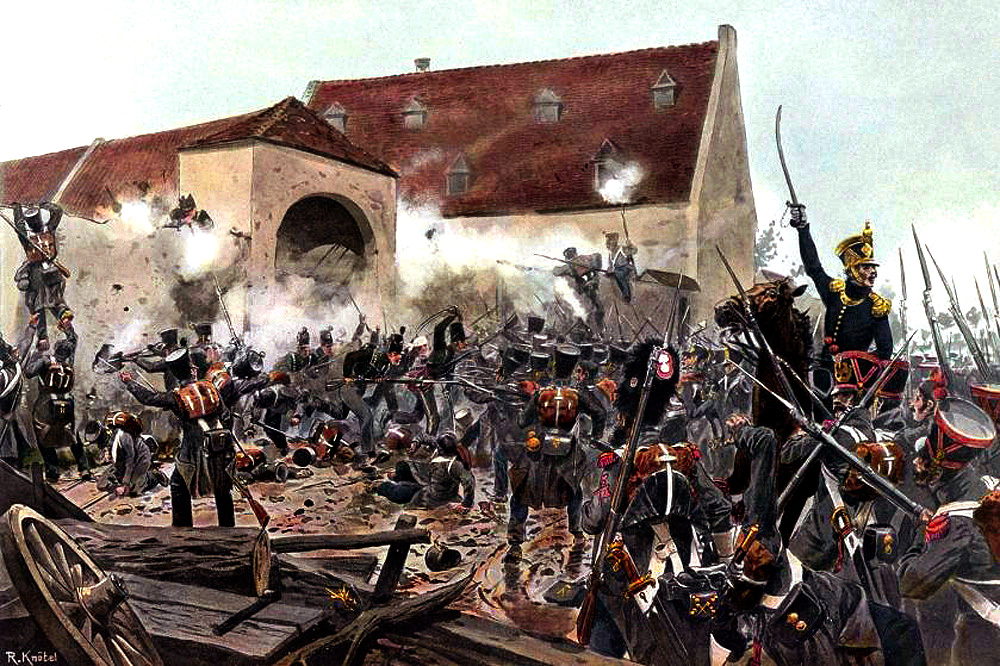
Атака французов на ферму Ла-Э-Сент. Художник Ричард Кнётель

О времени начала атаки центра союзных войск французами также существуют разногласия. Лорд Хилл, командир 2-го корпуса, писал, что она началась в 11:50, в то время как другие источники упоминают 13:30, а Эдит Саундерс пишет, что она началась «около двух часов» дня. Наполеон уже заметил появление прусской армии на горизонте у Шапель-Сен-Ламбер, и к нему уже привели пленного прусского солдата, который подтвердил присутствие армии Бюлова. Теперь у Наполеона оставалось два (или три) часа времени для разгрома противостоящих сил противника. Он направил против Бюлова 6-й корпус Лобау (10 000 человек) и теперь у него было 64 000 солдат против 67 660 солдат Веллингтона. И всё же он полагал, что его шансы на победу «шестьдесят против сорока».
Наполеон провёл мощную артиллерийскую бомбардировку позиций противника — однако эффект от французских снарядов оказался на удивление слаб. Существует предположение, что причиной была земля, размокшая после дождя. Она не давала ядрам рикошетить, а при взрыве бомб «съедала» энергию осколков и поглощала ударную волну. Эта гипотеза позже была даже проверена экспериментально.
После бомбардировки в атаку пошли 16 000 человек под командованием Кио, Донзело, Марконье и Дюрютта. Все генералы кроме Дюрютта применили старомодное плотное построение, что впоследствии помешало им перестраиваться и вообще осложнило атаку. Наполеон видел это построение, но не отменил его по каким-то своим соображениям. Дивизия Кио шла первой и первая бросилась на противника. Защитники фермы Ла-Э-Сент отступили внутрь здания, когда французы обрушились на них превосходящими силами. Тогда собственная бригада Кио попыталась занять ферму; но Ла-Э-Сент окружали каменные стены, а на брюссельской дороге не было пушек. Оборонявшиеся успешно отстреливались из укрытий.
Примерно в 13:30 Д’Эрлон послал вперёд остальные три дивизии (14 000 человек на фронте в километр) против левого фланга Веллингтона. Им противостояли 6000 человек: 2-я голландская дивизия (Ван Биландта) в первом ряду и англо-ганноверский отряд Томаса Пиктона во втором ряду, за хребтом.
Французская атака опрокинула дивизию Ван Биландта, которая покинула поле боя, потеряв почти всех офицеров. Французы поднялись на хребет и попали под залп солдат Пиктона. Однако они выстояли и тоже ответили стрельбой. Левое крыло Веллингтона было близко к падению, Пиктон погиб и его части стали постепенно отходить. Правее наступающего Марконье дивизия Дюрютта теснила части принца Бернарда у фермы Папелотта. Дюрютт уже отбросил ганноверцев, когда появилась британская тяжёлая кавалерия.

### Атака английской тяжёлой кавалерии

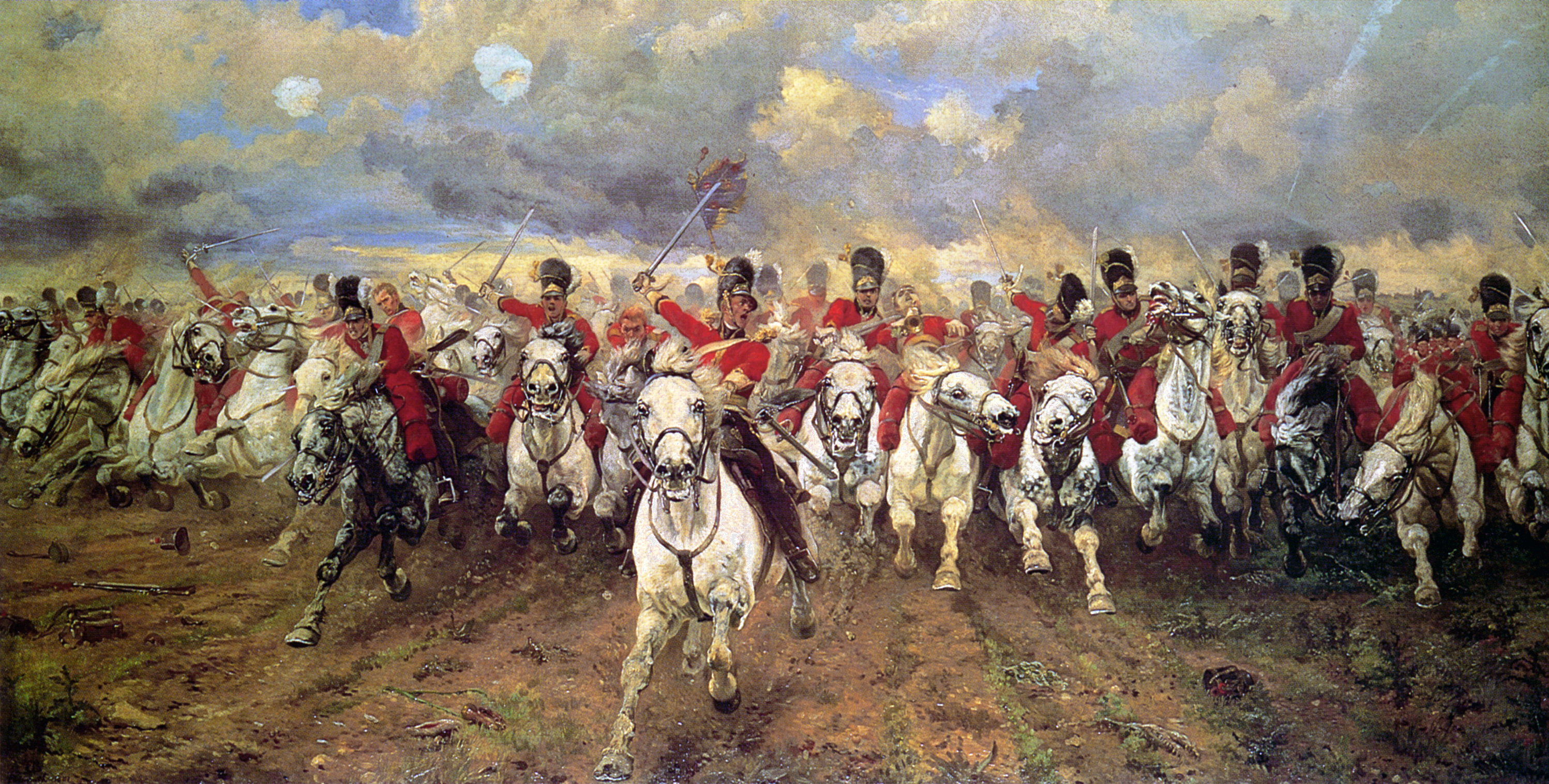
«Шотландия навеки!». Атака шотландских серых. Художник Элизабет Томпсон

В этот момент, когда британская пехота держалась из последних сил, граф Аксбридж бросил в бой бригады тяжёлой кавалерии Эдварда Сомерсета и Вильяма Понсонби. Первая бригада состояла из полков Лейб-гвардии (Life Guards) и гвардейских драгун, вторая — из английского, шотландского, и ирландского тяжёлых драгунских полков. Их официальная численность была 2651, фактическая — 2000.
Западнее брюссельской дороги бригада Сомерсета напала на кирасиров Тревера и обратила их в бегство. Восточнее дороги бригада Понсонби атаковала пехоту, которая отступила, потеряв 3000 пленными. Кавалеристам удалось захватить двух французских полковых орлов. Только дивизия Дюрютта смогла перестроиться в каре и отбить атаку шотландцев. Французы отходили из Ла-Э-Сент в Папелотт. Бригада Понсонби увлеклась атакой и бросилась на французские батареи.

Опрокинув французскую пехоту, бригада утратила почти всяческий порядок: словно в припадке безумия, она помчалась к французским позициям, не обращая внимания на все усилия офицеров остановить её, и начала рубить саблями артиллеристов и колоть штыками лошадей вражеской батареи. Однако их атаковал отряд французских улан, и на своих выдохшихся, измождённых лошадях они серьёзно пострадали при беспорядочном отступлении к британским позициям.

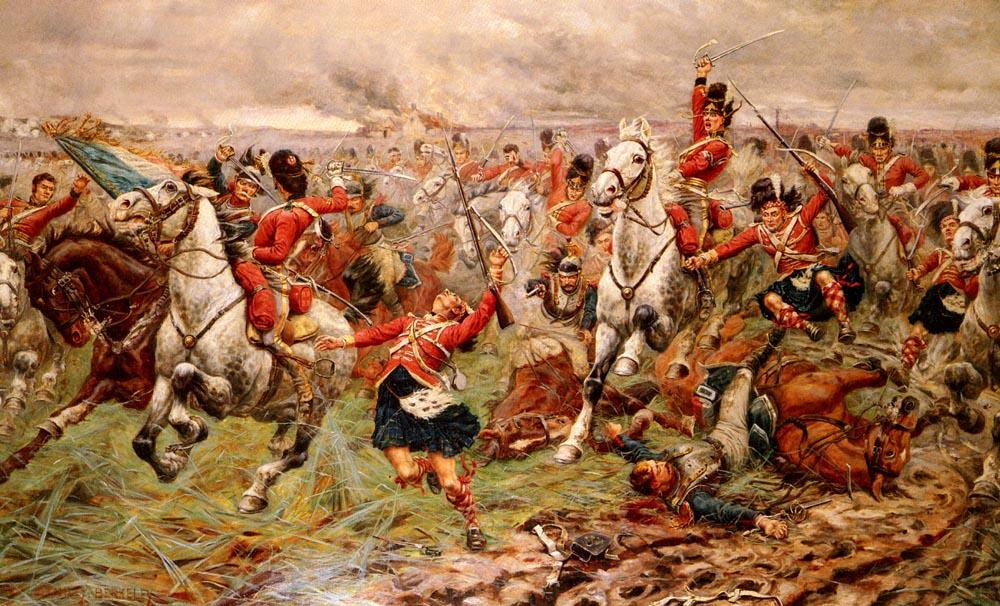
Шотландские серые и пехотинцы-хайлендеры во время боя с французскими кирасирами. Художник Стенли Беркли

Наполеон бросил в контратаку кирасирские бригады Фарине и Тревера и два полка лёгкой кавалерии Жакино. Британская кавалерия понесла тяжёлые потери, которые, однако, никем не подсчитаны. Генерал-майор Вильям Понсонби погиб от пики армейского улана, его родственник Фридрих Кавендиш Понсонби получил 9 ран, остался на поле боя, пережил много злоключений, был доставлен в английский госпиталь, прооперирован и остался жив. Сохранились его воспоминания о сражении, на русском языке есть отрывок в книге Эдварда Кризи «Великие битвы XI—XIX веков: от Гастингса до Ватерлоо». Погиб полковник Фуллер, командир королевских драгун.
Однако 1-й лейб-гвардейский полк на правом фланге атаки сохранил строй и поэтому пострадал не так сильно. Контратака британских и голландских лёгких драгун и гусар на левом фланге, а также голландских карабинеров в центре заставили французскую кавалерию вернуться на исходные позиции.
В атаке участвовало в общей сложности 20 000 человек. Французы потеряли 3000 пленными и, что самое главное, потеряли драгоценное время — прусская армия была уже близко.

### Атака французской кавалерии

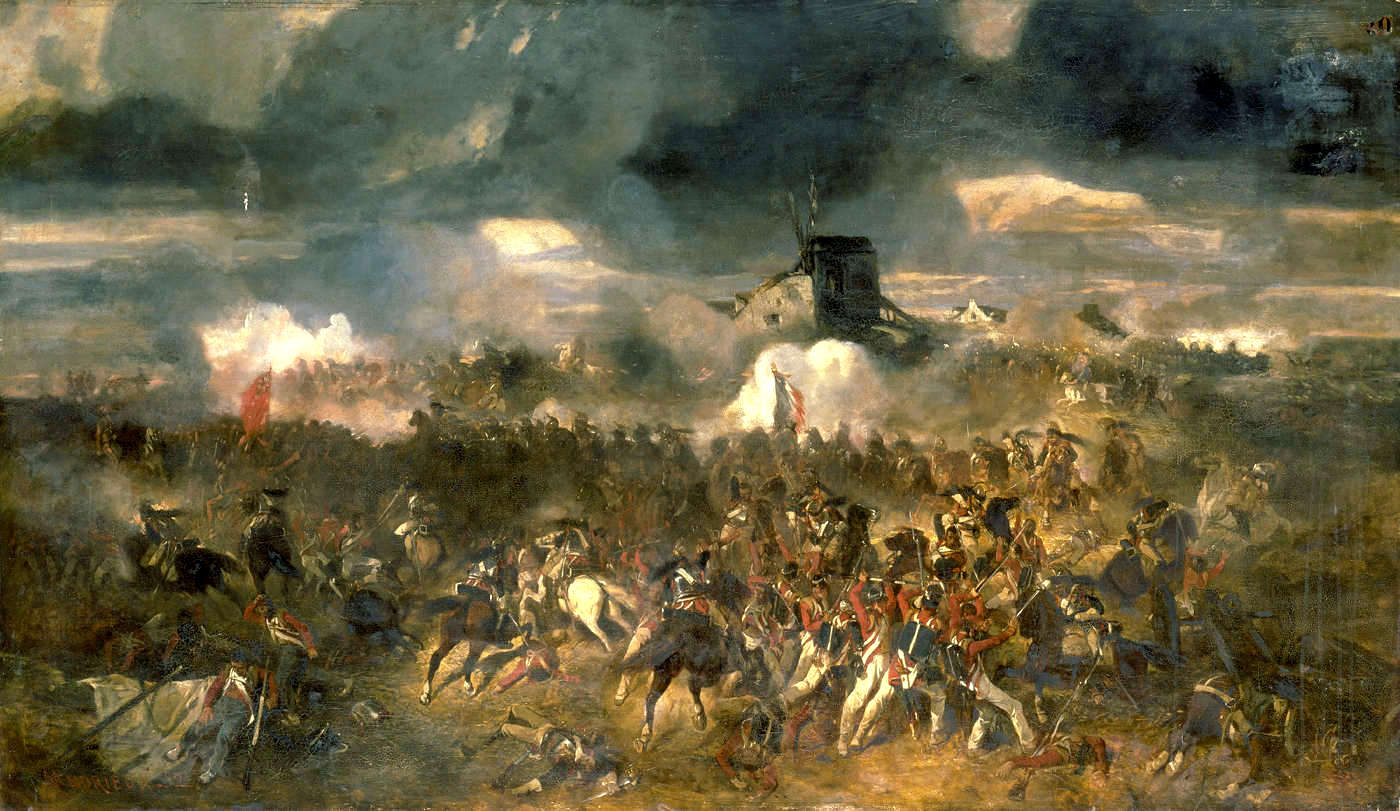
Атака французских кирасир в битве при Ватерлоо. Художник Клеман-Огюст Андриё

Незадолго до 16:00 Ней заметил движение в центре армии Веллингтона, которое он принял за отступление (до сих пор непонятно, кто именно принял манёвры англичан за отступление и принял ли вообще). Он решил нанести удар по центру, но у него почти не осталось пехотных резервов. Тогда Ней решил сломить центр Веллингтона силами одной только кавалерии. «Обычно кавалерия не использовалась без поддержки пехоты против оборонительной линии в полном боевом построении. Причина, по которой это произошло тогда, навсегда осталась загадкой». Даже англичане были удивлены тем, что кавалерия была послана туда, где не справилась пехота.

К нашему удивлению, это оказалась широкомасштабная атака кавалерии. Такую атаку мы с большой вероятностью могли ожидать где-нибудь в течение дня; но мы и подумать не могли, что она будет предпринята против наших боевых позиций, которые к тому же ранее не были поколеблены предшествующей атакой пехоты.

Для этой атаки был выбран кирасирский корпус Мийо и дивизия лёгкой кавалерии Лефевр-Денуэтта из императорской гвардии, все вместе 4800 сабель. Позже был добавлен корпус Келлермана и дивизия Гюйо, и общее количество достигло 9000 всадников, всего 67 эскадронов. Эта атака была явной ошибкой, и Наполеон впоследствии винил в её проведении то Нея, то Мийо.
В это время (около 16:00) колонны Бюлова, под командованием Хиллера и фон Лостхина, и часть прусской кавалерии принца Вильгельма, пересекли долину реки Лан и приближались к Парижскому лесу.
Солдаты Веллингтона сразу перестроились в каре — они были меньше, чем их иногда изображают на картинах. Каре одного батальона (500 человек) имело не более 18 метров в длину. Артиллеристам было приказано бросить орудия и укрыться внутри каре, чтобы вернуться уже после конца атаки.

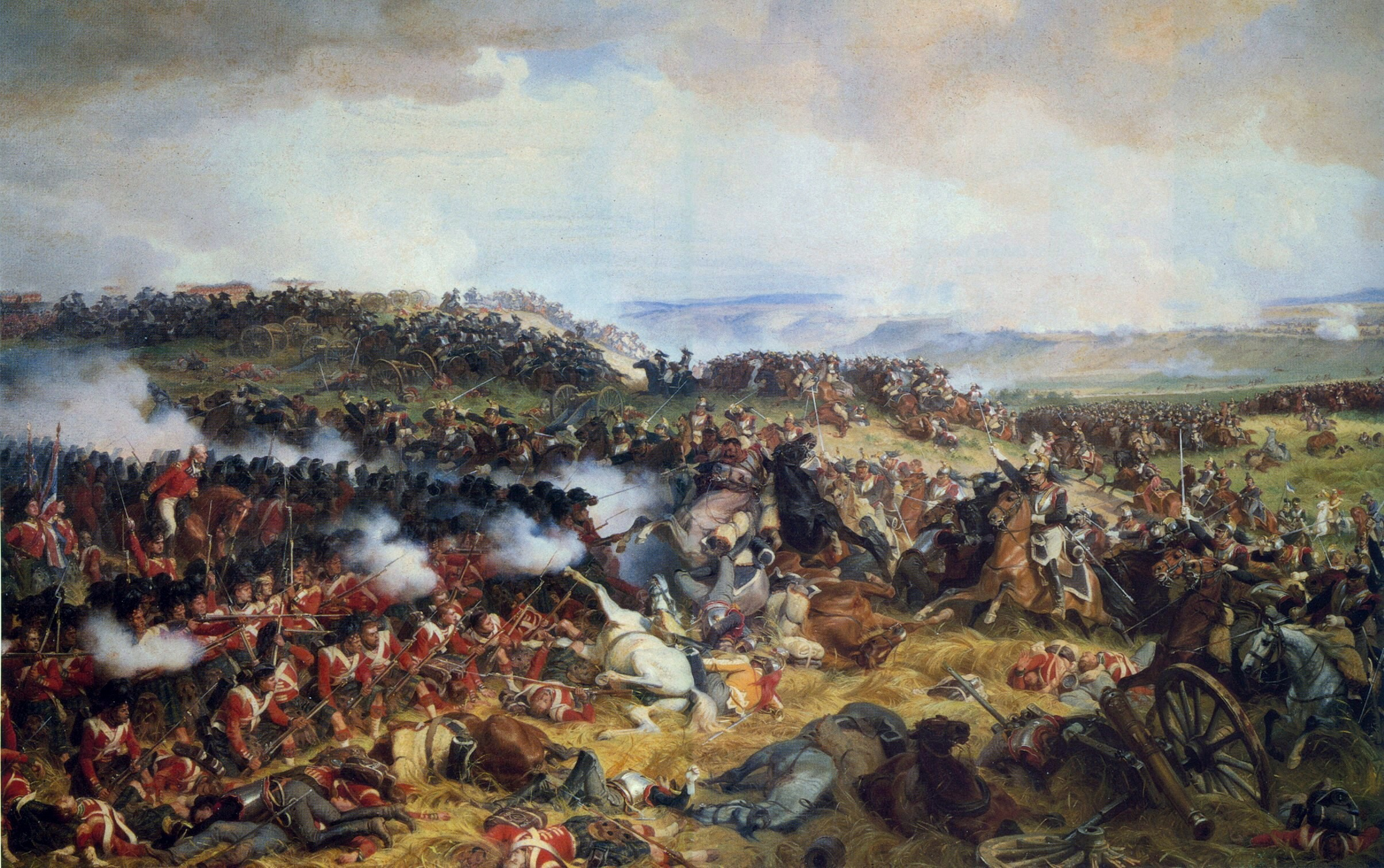
Атака французских кирасир на каре шотландцев в битве при Ватерлоо. Художник Феликс Филиппото

Кирасиры пошли в атаку медленной рысью. Батареи перед позициями Хэллкета дали залп с сорока шагов, положив половину передовых эскадронов. Эскадроны ворвались на позиции Веллингтона, но не смогли разбить каре. Они захватили орудия, но не имели возможности их уничтожить. Они понесли серьёзные потери от ружейного огня, после чего граф Аксбридж контратакой кавалерии заставил их отойти. Они отошли вниз, в долину, где Ней перестроил их и повёл в новую атаку. В этот момент раздались выстрелы прусской артиллерии — подошёл Бюлов.
Вторая атака Нея, как казалось, опрокинула противника. Пехота опять бросила орудия и отошла, кирасиры снова прорвались вглубь британских позиций. Именно тогда Наполеон послал вперёд последний кавалерийский резерв — кавалерию Келлермана и Гюйо. Теперь уже около 9000 всадников пошли в третью атаку. Их встретила шотландская батарея Мерсера. Последний также получил приказ бросить орудия и отойти под прикрытие брауншвейгской пехоты, но он решил, что пехота не выдержит атаки, и его артиллеристы остались у орудий. Фактически одна эта бригада отбила третью атаку французской кавалерии.
Французская кавалерия снова перестроилась и двинулась в четвёртую атаку.

Мерсер писал: Это была не яростная атака галопом, а расчётливое наступление мерным шагом, словно они были полны решимости добиться цели. Они надвигались в глубоком молчании, и среди общего грохота сражения единственным звуком, исходившим именно от них, были громоподобные содрогания земли от одновременной поступи огромной массы лошадей. С нашей стороны также царила сосредоточенность. Все твёрдо стояли на своих постах, с орудиями наготове, заряженными картечью поверх ядер; запалы — в запальных шахтах; запальные шнуры зажжены и потрескивали за колёсами; <…> Это было в самом деле великолепное и впечатляющее зрелище!

Кавалеристы опять попали под залп артиллерии. Потери были так велики, что тела погибших не позволили пройти остальным — атака захлебнулась. В это время из рядов Веллингтона дезертировала нидерландская кавбригада Трипа и ганноверский полк. Они поскакали обратно в Брюссель, сея панику на своём пути.
Ней потерял треть своих солдат и лошадей. Многие офицеры были убиты. Потери Веллингтона тоже были серьёзны. У обеих сторон кавалерия стала практически небоеспособна. Удивительно, но во время этой атаки французы сумели захватить 4 или 6 знамён противника.
Когда атаки завершились, было около 18:00.
После потери кавалерии и появления Бюлова у Планшенуа у Наполеона уже были все основания для отступления. Но вместо этого он приказал Нею штурмовать Ла-Э-Сент, ферму перед центром армии Веллингтона. Ней двинулся на ферму с дивизией Данзело. Ферму защищал майор Баринг и 378 человек. По недосмотру Веллингтона про эту ферму забыли и у защитников осталось всего по 3-4 патрона на ствол. Французы топорами сломали ворота, ворвались на ферму и перебили почти весь гарнизон, спаслось только 42 человека. Наполеон сразу велел переместить к ферме артиллерию. Так Веллингтон потерял важную позицию в центре своей армии. В это же время Дюрютт выбил принца Бернарда с фермы Папелотта.

### Действия Блюхера и Груши. Прибытие пруссаков на поле боя
В 11 утра Блюхер двинулся из Вавра по труднопроходимым дорогам в сторону Ватерлоо. Груши ещё был в Валене, в 11:30 он услышал первые выстрелы — это начался штурм Угумона. Груши всё же предположил, что это стреляют арьергарды Веллингтона, и не отменил наступление на Вавр. Генералы (Вандам и в особенности Жерар) предлагали «идти на пушки» (на звук стрельбы), но Груши не был уверен в правильности этого хода и не знал намерений Наполеона на свой счёт.
В полдень авангард Бюлова находился в Шапель-Сен-Ламбер (6 километров от Планшенуа и 4 от фермы Папелотта). Цитен двигался примерно тем же путём — из Вавра в Оэн. Около 13:00 Блюхер был уже в Шапель-Сен-Ламбер и примерно через полчаса двинулся через болотистую долину на Планшенуа.

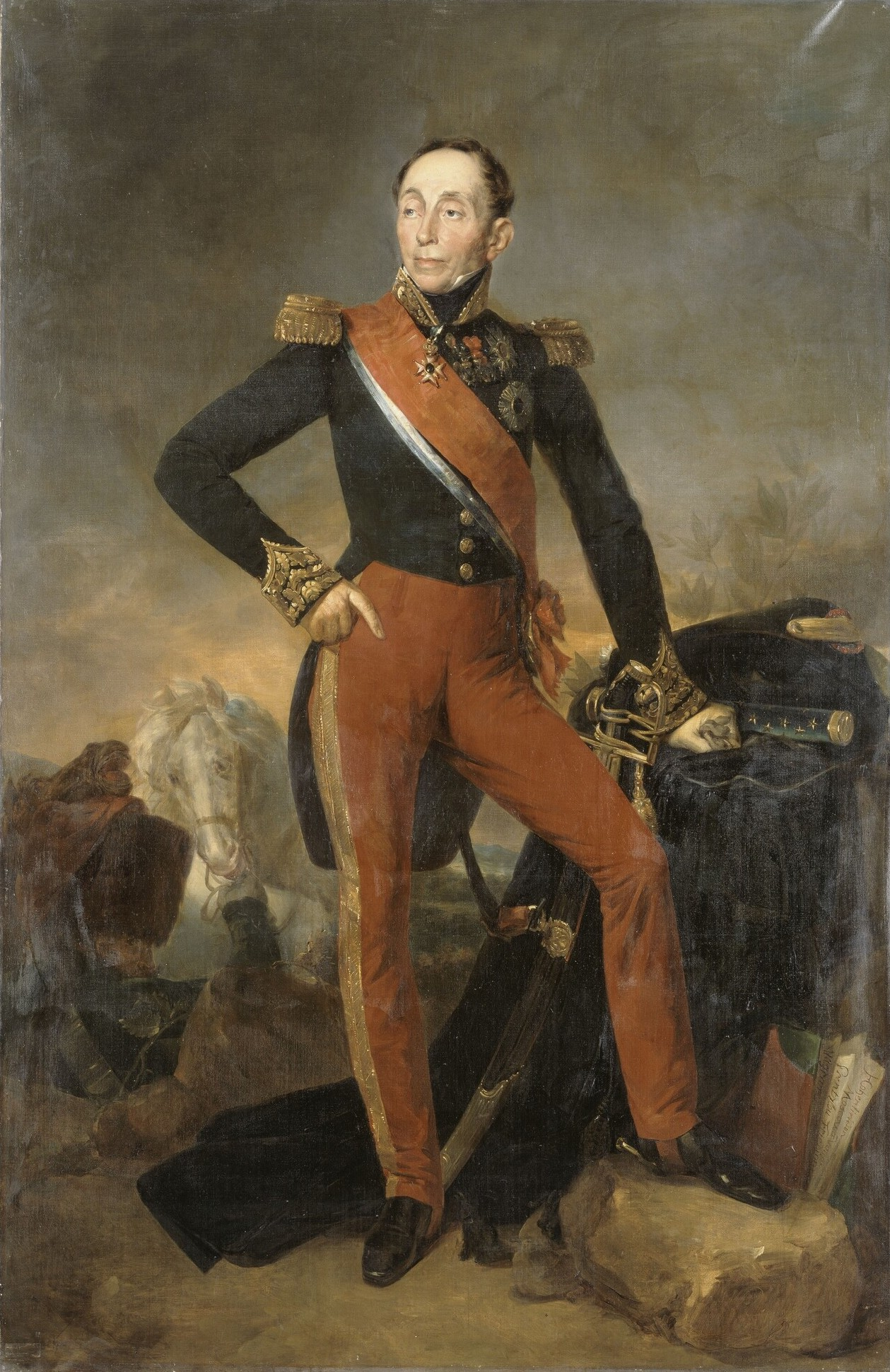
Эммануэль Груши почти 20 лет командовал крупными соединениями кавалерии, но не имел ни опыта командования пехотой, ни опыта самостоятельного командующего

В 16:00 Груши приблизился к Вавру и получил письмо Наполеона от 10 часов утра, в котором Наполеон одобрял движение к Вавру. Груши убедился, что поступает в соответствии с планами Наполеона. В это время началась перестрелка под Вавром: Вандамм вступил в соприкосновение с корпусом Тильмана. В это время передовые бригады колонны Бюлова, под командованием Хиллера и фон Лостхина, а также часть прусской кавалерии принца Вильгельма, пересекли долину реки Лан и приближались к Парижскому лесу. Лобау ждал их у Фришермона. В этот момент у Парижского леса Блюхер собрал ещё не все свои части, но действовать надо было немедленно — уже началась атака французской кавалерии на позиции Веллингтона. Блюхер велел наступать, и его армия (фон Лостхин и Хиллер) двинулась по обе стороны дороги на Планшенуа. Прусская батарея открыла огонь по французам Лобау — в основном, чтобы сообщить союзникам о своём появлении.
Десять тысяч пехотинцев Лобау двинулись в атаку на прусские бригады. У Лобау были свежие, ещё не задействованные в бою войска, и они сперва оттеснили измождённых солдат Бюлова. Но тут подошли остальные части, и теперь Бюлов имел под командой 30 000 человек. Лобау отступил.
Около 17:00 Груши получил письмо (от 13:30) с приказом идти на соединение с Наполеоном, но он уже втянулся в бой под Вавром. У него были все шансы разгромить генерала Тильмана, который предупредил об этом Блюхера. Тот ответил: «Пусть генерал Тильман защищается, как только может. Его поражение в Вавре не будет иметь значения, если мы победим здесь». Между тем Бюлов оттеснил Лобау из Планшенуа и одно из прусских ядер упало недалеко от Наполеона. Наполеон немедленно отправил генерала Дюэма (2 бригады, 4200 человек) вместе с Молодой Гвардией и двадцатью четырьмя орудиями отбить деревню. Кавалерия, находившаяся поблизости от Планшенуа, была вынуждена развернуться и встретить пруссаков. Эти силы заставили Бюлова отойти.

### Атака императорской гвардии
Между тем, когда в центре Веллингтон потерял Ла-Э-Сент, а ситуация под Планшенуа временно стабилизировалась, Наполеон пустил в дело свой последний резерв, Императорскую Гвардию. Эта атака, предпринятая в 19:30, должна была прорвать центр Веллингтона, и отбросить его назад, не давая соединиться с Блюхером. И хотя это один из самых известных фрагментов военной истории, до сих пор неизвестно, какие точно части участвовали в этой атаке. Скорее всего, в атаке участвовали только пять батальонов Средней Гвардии — но не гренадеры и не егеря Старой Гвардии.

Ней вспоминал: 
... я видел прибытие четырёх полков Средней Гвардии. Этими силами Наполеон хотел повторить атаку и прорвать центр противника. Он приказал послать их вперёд; генералы, офицеры и солдаты демонстрировали величайшее бесстрашие; но эти части были слишком слабы, чтобы справиться с противостоящими силами противника
Три батальона Старой Гвардии выдвинулись вперёд и сформировали вторую линию атаки — соответственно, они остались в резерве и лично не атаковали союзную армию. Наполеон лично обратился с речью к гвардии. «Tout le monde en arriere!» («Все за мной!») сказал он, и сам пошёл впереди колонны. Он вёл их до Ла-Э-Сент, затем уступил место маршалу Нею и укрылся в гравийном карьере.
Пять батальонов двигались эшелоном. 1-й батальон 3-го полка гренадеров вёл маршал Ней, во главе также ехал генерал Фриан; слева за ними шли 4-й полк гренадеров и 1-й и 2-й батальоны 3-го полка егерей (генерал Мишель), которые постепенно сливались в одно подразделение, и два батальона 4-го полка егерей (800 солдат) у левого края. Тридцать орудий противника открыли по ним огонь двойной шрапнелью[прояснить]. Пятая лошадь Нея погибла от этого обстрела.

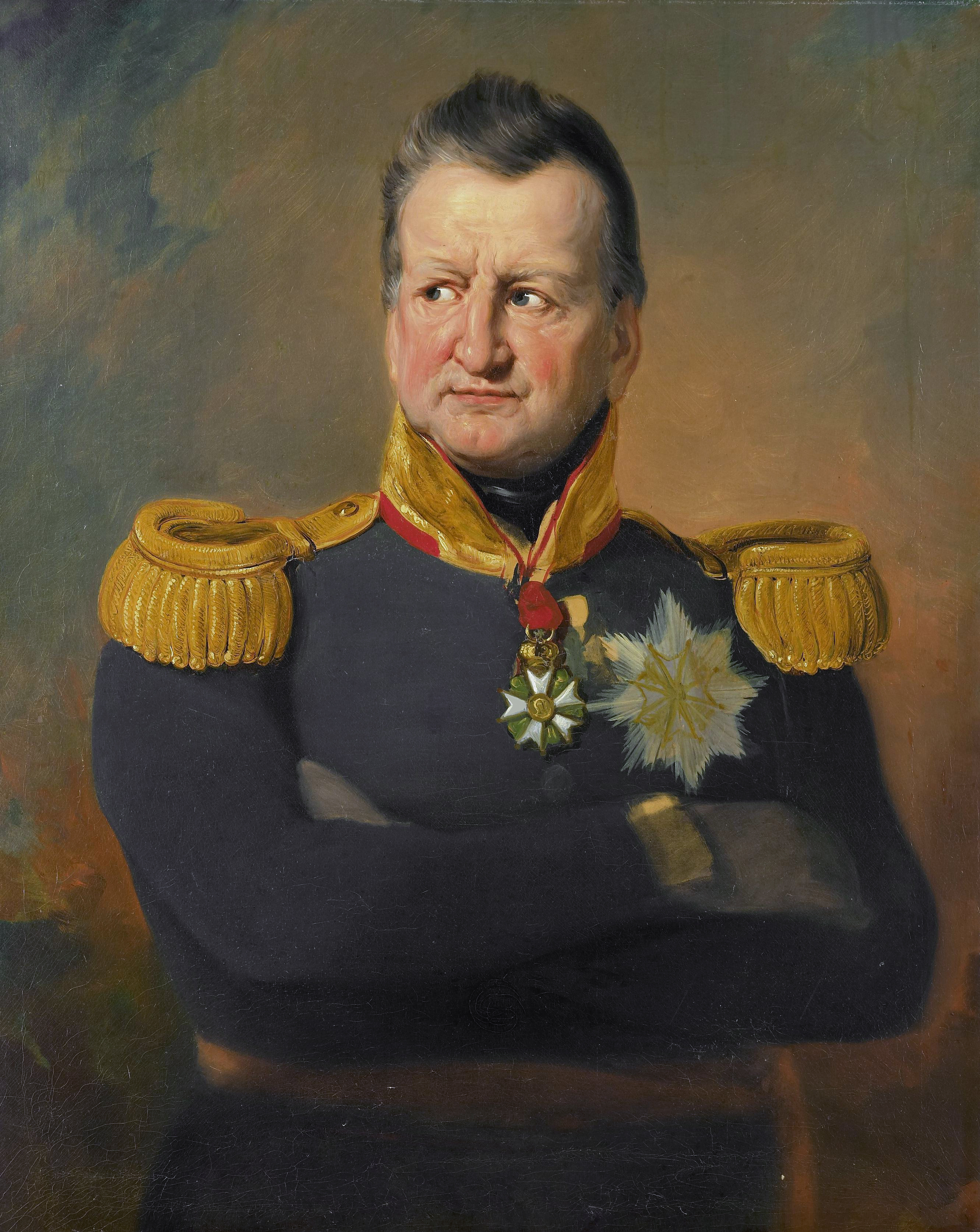
Француз Давид Шассе, известный как «генерал-байонет», много лет прослужил во французской армии, но при Ватерлоо выступил на стороне нидерландцев. Многие его коллеги проявили бо́льшую щепетильность и остались на стороне Наполеона (Дирк ван Гогендорп) или ушли перед войной в отставку (Ян Виллем Янсенс)

Пройдя шквал шрапнели и пуль, 3000 солдат Средней Гвардии прошли западнее Ла-Э-Сент и разделились на три колонны. Первая колонна, гренадеры, ударила по брауншвейгским батальонам, которые пытались отвечать, но были рассеянны. Британская бригада Колина Хэлкетта из двух полков атаковала, но была отброшена, её командир получил тяжелое ранение в лицо. Затем для защиты центра атаковали нассаусцы (Крузе) и остаток бригады Кильманзегга под командованием принца Оранского из второй линии союзников. Эти части также были отброшены, и Оранский также был тяжело ранен. Над англо-голландским центром нависла серьёзная опасность обрушения. Тогда из резерва была спешно подведена относительно свежая голландская дивизия бывшего наполеоновского бригадного генерала, а теперь голландского генерал-лейтенанта Давида Шассе. Её артиллерия открыла шрапнельный огонь по флангу гренадеров. Однако и это не остановило французов, и тогда Шассе приказал своей первой бригаде атаковать в штыки (штыковая атака была излюбленным манёвром Шассе). Лишь эта атака целой свежей бригады против изрядно поредевшего полка смогла остановить французскую гвардию.
Несколько западнее двигались 1-й и 2-й батальоны 3-го полка егерей в поддержку гренадер. Когда они ступили на вершину гряды, как им показалось, заваленной телами убитых, 1500 британских гвардейцев Перегрина Мейтленда, залегших, спасаясь от огня французской артиллерии, внезапно поднялись и встретили французов ружейным залпом с очень близкого расстояния. Егеря были ошеломлены, более 300 (почти половина) из них погибло в первые же секунды, включая генерала Мишеля, полковника Маллета и обоих командиров батальонов. Тем не менее, егеря начали отвечать огнем, но гвардейцы тут же бросились на них в атаку, практически снеся их своим численным превосходством.
Третья колонна, свежий 4-й егерский батальон подошёл на помощь. Но в начале они столкнулись с многочисленным отрядом застрельщиков, которых они рассеяли своим огнем. Британцы начали отступать, но тут на фланге французов развернулся 52-й лёгкий (егерский) пехотный полк, который открыл огонь, а затем бросился в атаку. Под этим ударом, и, видя судьбу двух предыдущих колонн, остаток Средней Гвардии стал отходить.
Гвардия отступала. Всё смешалось. Волна паники прошла по рядам французской армии. Она только усилилась, когда именно в этот момент пехота Дюрютта увидела наступающие с востока прусские части фон Цитена. Раздались крики: «La Garde recule!» («Гвардия бежит!»), «Nous sommes trahis!» («Нас предали!»), «Sauve qui peut!» («Спасайся, кто может!»). Веллингтон встал на стременах и взмахнул шляпой, давая сигнал к общей атаке. Его армия двинулась вперёд. Это было медленное и трудное наступление, измотанные боем солдаты еле шли, по колено в грязи или в воде, плохо построенные в линии. Та же грязь и вода, что мешала наступать французам, теперь мешала продвижению пехоты Веллингтона. Прибывшие части Цитена помогли преследовать французов, но одна из батарей в сумерках по ошибке открыла огонь по шотландцам, уничтожив почти весь героический отряд Мерсера.

Мерсер вспоминал: «Мои бедные солдаты, по крайней мере, те из них, что остались невредимы, довольно помятые, с лицами, одеждой и т. д., почерневшими от дыма и покрытыми пятнами грязи и крови, сидели на лафетах или лежали, упав на сырую грязную землю, слишком изнурённые, чтобы думать о чём-нибудь кроме небольшой передышки…»

Императорская Старая Гвардия перегруппировалась из трех батальонов (или четырёх) в три каре возле Ла-Э-Сент, отбивая атаки наступающей армии союзников. Наполеон пытался пробиться к ним, дабы погибнуть на поле боя вместе со своей гвардией, но был остановлен офицерами штаба и почти насильно увезен в карете с поля боя. Именно здесь английский полковник Хэллкет (либо генерал Р. Хилл), пораженный их храбростью, крикнул: «Храбрые французы, сдавайтесь!», на что последовал знаменитый ответ генерала Камбронна: «Merde! La garde meurt mais ne se rend pas!» («Дерьмо! Гвардия умирает, но не сдаётся!»). Существует версия, что он произнёс только первое слово, а фраза «умирает, но не сдаётся» придумана уже существенно позже. После этого ответа остатки гвардии были сметены картечью.

### Захват Планшенуа

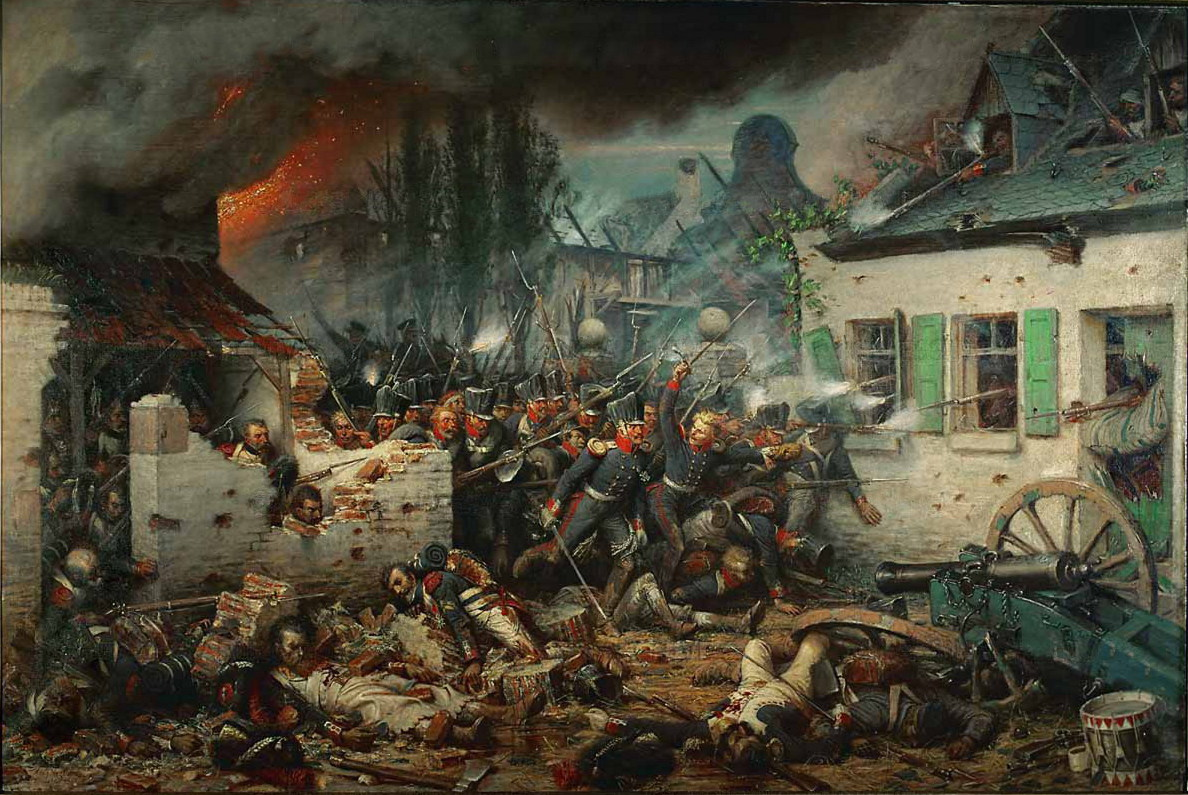
Прусская атака на Планшенуа. Художник Адольф Нортен

Прусские войска тем временем продолжили упорный натиск на правом фланге французов. Этот эпизод сражения происходил в основном в деревне Планшенуа. Имея подавляющее численное превосходство, прусские солдаты захватили этот пункт и обратили всю линию защиты французов в бегство. В это же время британская гвардия оказала стойкое сопротивление наступающим солдатам Императорской Гвардии, которые были вынуждены начать отступление, заметив прорыв пруссаков.
Армия Веллингтона перешла в наступление, и французы должны были отступить на всей линии. Съехавшись у фермы Бель-Альянс, союзные главнокомандующие решили дальнейшее преследование неприятеля поручить пруссакам. Преследование это велось с необычайною энергией и быстротой в продолжение 3 дней, на расстоянии 150 километров (до Лаона), и привело французскую армию в окончательное расстройство. Наполеону к этому времени удалось собрать (кроме корпуса Груши) не более 3 тысяч человек — силы, с которыми нельзя было ни защищать столицу, ни продолжать войну.

## Общие потери

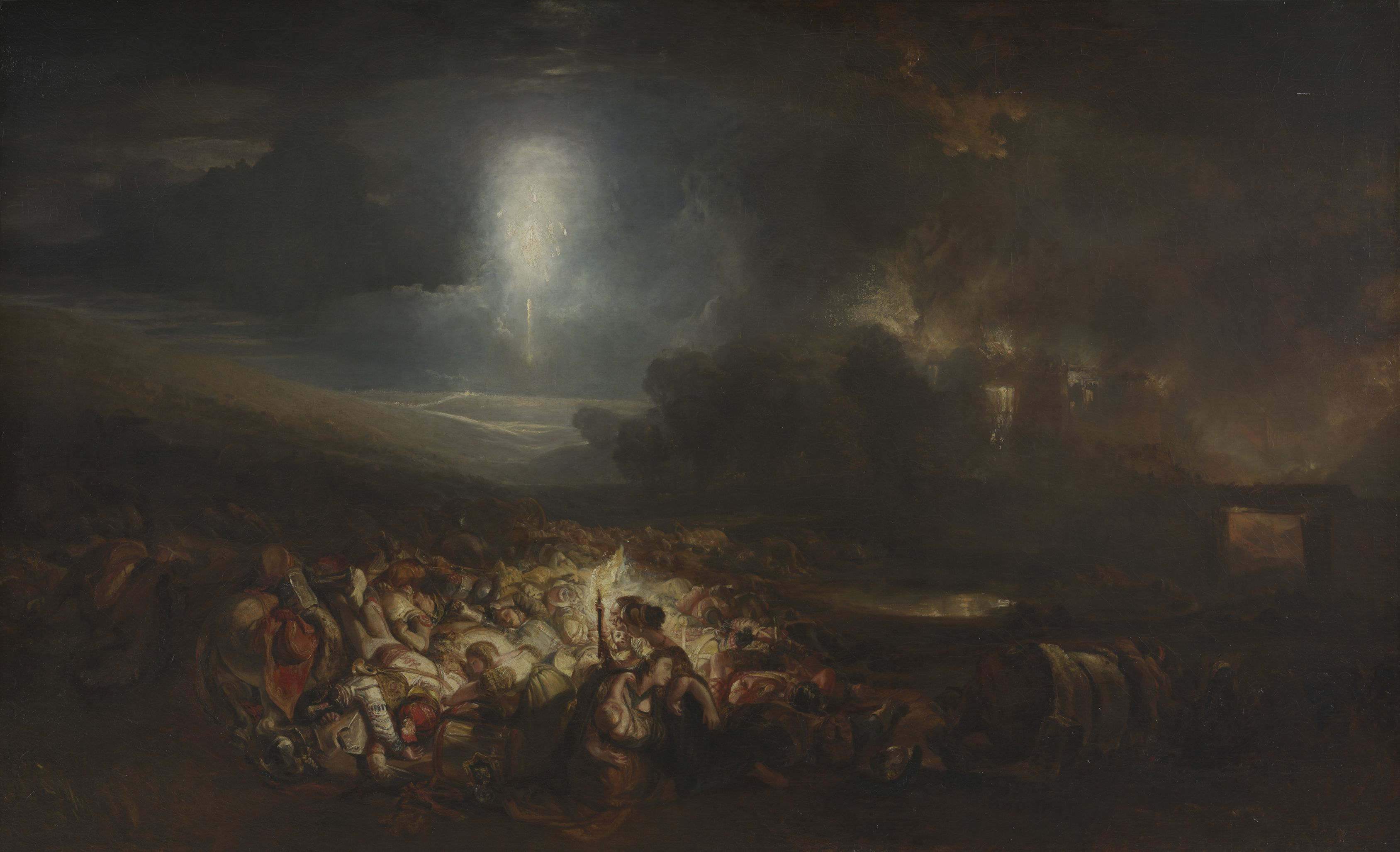
Поле Ватерлоо, картина Уильяма Тёрнера (1818)

Французы потеряли в сражении при Ватерлоо 240 орудий, 2 знамени, весь обоз, от 25 000 до 27 000 убитыми и ранеными, и от 6000 до 8000 пленными. Противники потеряли меньше: Веллингтон потерял 17 000 человек (3500 убитыми, 10 200 ранеными, 3300 пропавшими без вести), Блюхер — 7000 (1200 убитыми, 4400 ранеными и 1400 пропавшими без вести), из которых 810 человек потерял один только 18-й полк 15-й бригады. Точные цифры установить сложно, поскольку прусские архивы пострадали от бомбардировок во Вторую мировую войну.
Всего на поле боя было убито 15 750 человек. Про 22 000 потерь союзников пишет также и Тарле.

### Погибшие генералы

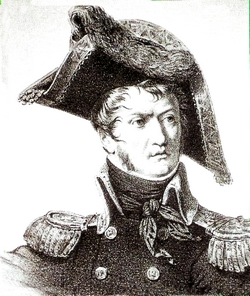
Французский генерал Филибер Дюэм
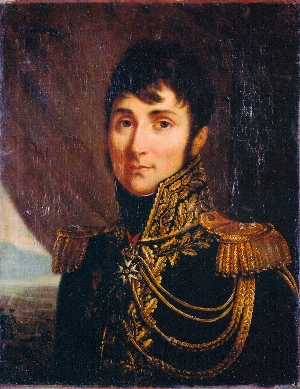
Французский генерал Дево де Сен-Морис
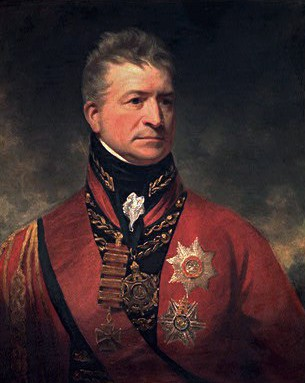
Британский генерал Томас Пиктон
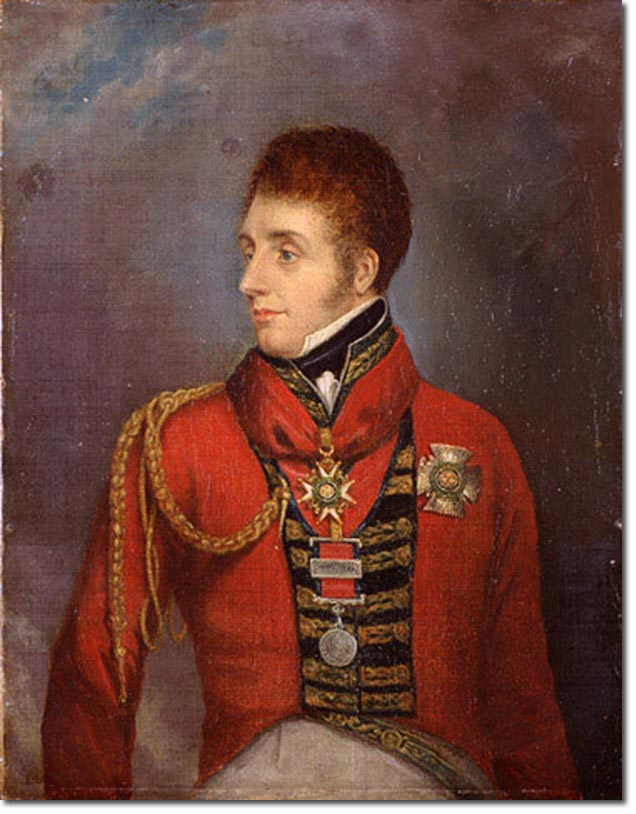
Британский генерал  Уильям Понсонби

## В культуре

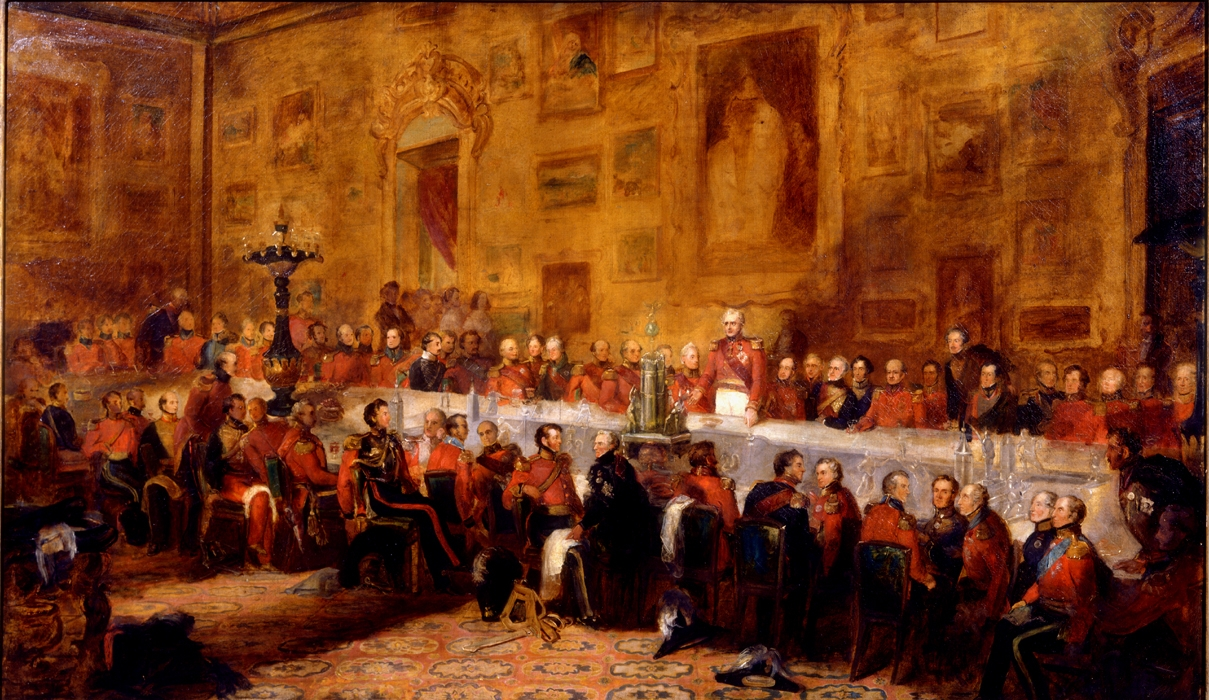
Уильям Солтер. Банкет в Ватерлоо (1836)

### Живопись
- Картина Яна Виллема Пинемана «Битва при Ватерлоо» (1824).
- Картина Уильям Солтера «Банкет в Ватерлоо» (1836).
- Картина Адольфа Нортена «Атака пруссаков на Планшенуа» (1863).
- Серия картин Ипполита Беланже: «Кирасиры при Ватерлоо» (1865), «Гвардия умирает» (1866) и других.
- Серия картин Элизабет Томпсон, леди Батлер: «Шотландия навеки!» (1881), «Рассвет Ватерлоо» (1895) и других.

### Кинематограф
- Битва показана в фильме «Наполеон: путь к вершине» («Napoléon») (1955, режиссёр Саша Гитри).
- Советско-итальянский художественный фильм «Ватерлоо» (1970, режиссёр Сергей Бондарчук).
- 14-я серия сериала «Приключения королевского стрелка Шарпа» — «Ватерлоо Шарпа» (1997, режиссёр Том Клегг).
- Кинокомедия «Саботаж!» (2000, режиссёры Эстебан Ибарреткс и Хосе Мигель Ибарреткс).
- Мини-сериал «Наполеон» (2002, режиссёр Ив Симоно).
- «Битва при Ватерлоо» (2005 год). Эпизод серии фильмов Discovery Channel «Поле боя: Искусство войны».
- Документальный фильм «Ватерлоо, последняя битва[фр.]» (2015 год) производства Бельгии.
- Документальный телефильм «Шон Бин при Ватерлоо» (2015 год) выпущенный History Channel, ведущий — Шон Бин.
- Художественный фильм «Наполеон» Ридли Скотта (2023 год).

### Нумизматика
В 2015 году Королевский монетный двор (Великобритания) выпустил в честь 200-летия битвы памятную монету номиналом 5 фунтов.

### Компьютерные игры
- Является частью кампании Англии в игре Empire Earth.
- Ход битвы воссоздаётся в игре Napoleon's Campaigns: 1813 & 1815 (1981), а также в игре Waterloo: Napoleon’s Last Battle (2001).
- Присутствует в игре Imperial Glory (2005).
- Является частью кампании Ста дней в игре «Казаки II: Битва за Европу» (2006).
- Является отдельной кампанией в игре Napoleon: Total War (2010).

### Музыка
- Композиция «Waterloo» (1974 год) в одноимённом альбоме группы ABBA.
- Композиция «The Battle of Waterloo» (1989 год) в альбоме Death or Glory группы Running Wild.
- Композиция «Waterloo» (2004 год) в альбоме The Glorious Burden хэви-метал группы Iced Earth.
- Композиция «You’re My Waterloo» (2015 год) в альбоме Anthems for Doomed Youth группы The Libertines.

### Места и памятники
- Насыпь льва — мемориал на месте битвы.
- В честь битвы назван крупнейший вокзал Лондона.
- Waterlooplein — площадь в Амстердаме и одноимённая станция метро.
- Площадь в Ганновере — Waterlooplatz.

## Цитаты
- «Я не могу равнодушно пройти мимо гравюры, представляющей встречу Веллингтона с Блюхером в минуту победы под Ватерлоо. Я долго смотрю на неё всякий раз, и всякий раз внутри груди делается холодно и страшно… Они только что своротили историю с большой дороги по ступицу в грязь, — в такую грязь, из которой её в полвека не вытащат… Дело на рассвете… Европа ещё спала в это время и не знала, что судьбы её переменились»[12].
- «Характерна уже та мелочь, что за решительной битвой сохранилось название, которое ей дал Веллингтон, название деревни Ватерлоо, где совершенно не было сражения, но где была расположена последняя главная квартира Веллингтона перед битвой, а не название „Бель-Альянс“, на котором настаивали пруссаки, по имени хутора, где впервые встретились Блюхер и Веллингтон»[13]
- Герцог Веллингтон выбрал место для наблюдения под большим вязом, стоявшим на пересечении брюссельской дороги и переулка Оэн. Дерево Веллингтона, как его прозвали из-за того, что герцог провёл под ним важнейшую часть битвы, впоследствии было выкорчевано и перевезено в Англию, где его пустили на сувениры вроде тростей и табакерок[14].
- «…Веллингтон относился чрезвычайно ревниво к чужим успехам. Хорошо известно, что в умалении заслуг своих помощников и союзников он опускался до подлостей; он так и не простил Блюхеру, что тот спас его при Ватерлоо»[15].
- «…Ватерлоо оставило неизгладимый след в умах людей. Пять городов в Великобритании и один большой вокзал в столице названы в его честь, равно как и тридцать два населенных пункта в Северной Америке. В 2004 г. на о. Ватерлоо в Антарктиде россиянами воздвигнут православный храм Святой Троицы, который при ясной погоде виден с моря за 30 км»[16][17][18].